# Acontia (vlinders)
Acontia is een geslacht van vlinders uit de familie van de uilen (Noctuidae). De wetenschappelijke naam van dit geslacht werd voor het eerst voorgesteld door Ferdinand Ochsenheimer in een publicatie uit 1816.

## Soorten
- Acontia aarviki Hacker, Legrain & Fibiger, 2008
- Acontia achatina (Weymer, 1896)
- Acontia akbar Wiltshire, 1985
- Acontia albarabica Wiltshire, 1994
- Acontia albatrigona Hacker, Legrain & Fibiger, 2008
- Acontia albida (Hampson, 1910)
- Acontia albizona (Hampson, 1918)
- Acontia albovittata Hacker, 2013
- Acontia amhara Hacker, Legrain & Fibiger, 2008
- Acontia annemaria Hacker, 2007
- Acontia antecedens Walker, 1869
- Acontia asbenensis (Rothschild, 1921)
- Acontia atrisignata (Hampson, 1918)
- Acontia aurelia Hacker, Legrain & Fibiger, 2008
- Acontia bechuana Hacker, Legrain & Fibiger, 2008
- Acontia behrii Smith, 1900
- Acontia berioi Hacker, Legrain & Fibiger, 2008
- Acontia biskrensis Oberthür, 1887
- Acontia bollandi Hacker, Legrain & Fibiger, 2008
- Acontia briola Holland, 1894
- Acontia buchanani (Rothschild, 1921)
- Acontia caeruleopicta (Hampson, 1916)
- Acontia caffraria (Cramer, 1777)
- Acontia candefacta (Hübner, [1831])
- Acontia capensis Hacker, Legrain & Fibiger, 2008
- Acontia capocacciae (Berio, 1987)
- Acontia carnescens (Hampson, 1910)
- Acontia catenula (Walker, 1865)
- Acontia chea Druce, 1889
- Acontia chiaromontei (Berio, 1936)
- Acontia chrysoproctis (Hampson, 1902)
- Acontia cimbebasia Hacker, 2007
- Acontia citripennis (Hampson, 1910)
- Acontia coquillettii Smith, 1900
- Acontia compta Walker, 1870
- Acontia costistigma Walker, 1858
- Acontia crassivalva (Wiltshire, 1947)
- Acontia cretata (Grote & Robinson, 1870)
- Acontia cuprina Walker, 1863
- Acontia deceptrix (Warren, 1913)
- Acontia decisa Walker, 1858
- Acontia dileuca (Hampson, 1910)
- Acontia discalis Walker, 1865
- Acontia discoidea Hopffer, 1857
- Acontia discoidoides Hacker, Legrain & Fibiger, 2008
- Acontia dispar Walker, 1858
- Acontia disrupta (Warren, 1913)
- Acontia dorothea Hacker, Legrain & Fibiger, 2008
- Acontia euschema (Turner, 1920)
- Acontia fiebrigi (Zerny, 1916)
- Acontia florentissima Hacker, Legrain & Fibiger, 2008
- Acontia frici Hacker & Stadie, 2022
- Acontia fulvirufa (Hampson, 1910)
- Acontia glaphyra Holland, 1894
- Acontia goateri Hacker, Legrain & Fibiger, 2010
- Acontia gradata Walker, 1858
- Acontia hampsoni Hacker, Legrain & Fibiger, 2008
- Acontia hausmanni Hacker, 2010
- Acontia hemiglauca (Hampson, 1910)
- Acontia hieroglyphica (Lower, 1902)
- Acontia holoxantha (Hampson, 1910)
- Acontia hoppei Hacker, Legrain & Fibiger, 2008
- Acontia hortensis Swinhoe, 1885
- Acontia inexacta Walker, 1870
- Acontia interposita (Dyar, 1912)
- Acontia jaliscana (Schaus, 1898)
- Acontia katrina Hacker, Legrain & Fibiger, 2008
- Acontia kruegeri Hacker, Legrain & Fibiger, 2008
- Acontia lactea Hacker, Legrain & Fibiger, 2008
- Acontia leucotrigona (Hampson, 1905)
- Acontia lucida (Hufnagel, 1766) - bleekschouderuil
- Acontia malagasy (Viette, 1965)
- Acontia malgassica Mabille, 1881
- Acontia margaritata (Drury, 1782)
- Acontia mekkii (Rungs, 1953)
- Acontia melanura (Tauscher, 1809)
- Acontia mellicula Hacker, Legrain & Fibiger, 2008
- Acontia metaxantha (Hampson, 1910)
- Acontia micrastis (Lower, 1903)
- Acontia micropis (Druce, 1909)
- Acontia miegii Mabille, 1882
- Acontia miogona (Hampson, 1916)
- Acontia mionides (Hampson, 1905)
- Acontia mukalla Hacker, Legrain & Fibiger, 2008
- Acontia namibiensis Hacker, Legrain & Fibiger, 2008
- Acontia neurota (Lower, 1903)
- Acontia nigrimacula Hacker, Legrain & Fibiger, 2008
- Acontia niphogona (Hampson, 1909)
- Acontia nitidula (Fabricius, 1787)
- Acontia notabilis (Walker, 1857)
- Acontia nubifera (Hampson, 1910)
- Acontia okahandja Hacker, Legrain & Fibiger, 2008
- Acontia okra Mey, 2011
- Acontia olivacea (Hampson, 1891)
- Acontia opalinoides Guenée, 1852
- Acontia oranjensis Hacker, Legrain & Fibiger, 2008
- Acontia paphos (Viette, 1973)
- Acontia partita Walker, 1870
- Acontia pauliani (Viette, 1965)
- Acontia peksi Hacker, Legrain & Fibiger, 2008
- Acontia pergratiosa (Berio, 1937)
- Acontia permutata Hacker, Legrain & Fibiger, 2008
- Acontia polychroma Walker, 1869
- Acontia porphyrea (Butler, 1898)
- Acontia proesei Hacker, Legrain & Fibiger, 2008
- Acontia psaliphora (Hampson, 1910)
- Acontia quadrata Walker, 1866
- Acontia quartrigona Hacker, 2022
- Acontia ruficincta (Hampson, 1910)
- Acontia ruffinellii (Biezanko, 1959)
- Acontia rufitincta (Hampson, 1910)
- Acontia santalucia Hacker, Legrain & Fibiger, 2008
- Acontia secta Guenée, 1852
- Acontia silus (Wallengren, 1875)
- Acontia singularis Hacker, 2022
- Acontia solitaria Hacker, Legrain & Fibiger, 2008
- Acontia somaliensis (Berio, 1977)
- Acontia sordescens (Staudinger, 1895)
- Acontia spangbergi Aurivillius, 1879
- Acontia sphaerophora (Hampson, 1914)
- Acontia sphendonistis (Hampson, 1902)
- Acontia sublactea Hacker, Legrain & Fibiger, 2008
- Acontia submutata Hacker, Legrain & Fibiger, 2008
- Acontia tetragonisa (Hampson, 1910)
- Acontia titania (Esper, 1798)
- Acontia trimaculata Aurivillius, 1879
- Acontia trychaenoides Wallengren, 1856
- Acontia uhlenhuthi Hacker, Legrain & Fibiger, 2008
- Acontia umbrigera Felder & Rogenhofer, 1875
- Acontia upsilon (Walker, 1865)
- Acontia vaualbum (Hampson, 1914)
- Acontia venita (Schaus, 1904)
- Acontia versicolorata Hacker, 2010
- Acontia viridifera (Hampson, 1910)
- Acontia viridivariegata (Berio, 1939)
- Acontia wahlbergi Wallengren, 1856
- Acontia wallengreni Aurivillius, 1879
- Acontia wiltshirei Hacker, Legrain & Fibiger, 2008
- Acontia wolframmeyi Hacker, 2007
- Acontia yemenensis (Hampson, 1918)